# Макрон (вазописец)
Макрон — древнегреческий художник, работал в Афинах около 490—480 годов до н. э. Хотя известна только одна подписанная работа мастера, его авторству сейчас приписывается около 350 ваз, что делает его одним из крупнейших вазописцев в краснофигурной технике. Исследователь классичности Джон Бизли описал его 339 произведений, из которых 330 — блюда. Существует много свидетельств того, что Макрон расписывал посуду в больших количествах для сбыта на массовом рынке.
Макрон наиболее известен росписью скифоса, что в полной мере обнаружило его умение изображать фигуры более натуралистично в сравнении с другими современными художниками. В частности, его манера изображать драпировку одежды настолько реалистична, что складывается впечатление передачи движения. На стороне B этого скифоса изображена Елена Троянская со свободно ниспадающей одеждой, открывающий её тело. Макрон изобразил её одежду прозрачной, прорисовывая контуры её тела под драпировкой.